# Acalypha aronioides
Acalypha aronioides é uma espécie de flor do gênero Acalypha, pertencente à família Euphorbiaceae.